# 織田憲子
織田 憲子（おだ のりこ、1947年5月27日 - ）は、大阪府出身の女性フィギュアスケート選手で現在は関西大学アイススケート部コーチ。追手門学院大学卒業。フィギュアスケート選手の織田信成の母。

## 経歴
3歳からバレエを始め、子どものころはバレリーナになるのが夢であった。スケートを小学校5年生ころから始めた。

大阪女学院高校時代にはインターハイに出場するなどフィギュアスケート選手として活躍し、追手門学院大学卒業後にバレエ講師となる。結婚後の1978年より指導を請われ高槻市にあるスケートクラブのコーチに就任。
2005年の世界ジュニアフィギュアスケート選手権で自身の指導する信成が優勝したため、文部科学省から国際競技大会優秀者表彰を指導者の部で受けた。
現在は日本スケート連盟特別強化選手コーチに就任し、関西大学アイススケート部コーチとして息子の織田信成の専任コーチとなっている。